# Rowena Ravenklauw
Rowena Ravenklauw (Engels: Rowena Ravenclaw) is een personage uit de serie boeken over Harry Potter van de Engelse schrijfster J.K. Rowling.
Zij is een van de vier stichters van Zweinstein, de beroemde Hogeschool voor Hekserij en Hocus-Pocus. De andere stichters van Zweinstein zijn:
- Goderic Griffoendor
- Helga Huffelpuf (die ook een goede vriendin van Ravenklauw was)
- Zalazar Zwadderich

De afdeling Ravenklauw is naar haar vernoemd, in haar afdeling kwamen vooral de allerslimste leerlingen. Intelligentie en creativiteit zijn de eigenschappen waar ze zelf beroemd om was. De andere afdelingen van de school zijn Huffelpuf, Griffoendor en Zwadderich. Het enig bekende erfstuk van Ravenklauw is haar diadeem, wat Voldemort heeft gebruikt om een Gruzielement van te maken.
Rowena Ravenklauw had een dochter, Helena, die nu als de Grijze Dame, een geest op Zweinstein, leeft.
Ze hield van een man, die ook een geest is op Zweinstein: de Bloederige Baron. Wanneer Helena de diadeem van haar moeder stal en verdween, stuurde Rowena de Bloederige Baron (die destijds nog leefde) op haar af toen ze op haar sterfbed lag. Na een tijd zoeken vond hij Helena, die hij in een opwelling van woede vermoordde met zijn zwaard. Uit wanhoop doodde hij hierna zichzelf.
Een van Rowena's beroemde uitvindingen zijn de bewegende trappen op Zweinstein.